# Дау (Сяогань)
Дау́ (кит. упр. 大悟, пиньинь Dàwù) — уезд городского округа Сяогань провинции Хубэй (КНР).

## История
Во времена империи Северная Вэй из уезда Юнъян (永阳县) был выделен уезд Дунсуй (东隋县). После объединения китайских земель под властью империи Суй уезд был в 589 году переименован в Лишань (礼山县) по названию находящейся на его территории горы. Во времена империи Тан уезд был присоединён к уезду Иншань (应山县).
В 1933 году на стыке уездов Хуанъань, Хуанпи, Сяогань провинции Хубэй и уезда Лошань провинции Хэнань был создан новый уезд, которому было дано древнее название Лишань.
В 1949 году был образован Специальный район Сяогань (孝感专区), и уезд вошёл в его состав. В 1952 году уезд был переименован в Дау в честь находящейся на его территории горы Дау. В 1959 году Специальный район Сяогань был расформирован, и входившие в его состав административные единицы перешли под управление властей Уханя, но в 1961 году Специальный район Сяогань был воссоздан. 
В 1970 году Специальный район Сяогань был переименован в Округ Сяогань (孝感地区).
Постановлением Госсовета КНР от 10 апреля 1993 года округ Сяогань был преобразован в городской округ.

## Административное деление
Уезд делится на 14 посёлков и 3 волости.